# Квадрантанопия
Квадрантанопия или квадрантанопсия — анопия, влияющая на четверть поля зрения.
Заболевание может быть связано с поражением коленчато-затылочного пути. Традиционно считается, что квадрантанопия вызвана поражением в височной и теменной долях, и чаще она ассоциируется с поражениями в затылочной доле. Если поражена петля Мейера (височный путь), диагностируется "верхняя" потеря зрения (в просторечии «журавль в небе»); если поражена петля Баума (темённый путь), нижнию потерю зрения.

## Равносторонняя нижняя/верхняя квадрантанопия
Равносторонняя (обозначает анопию, которая влияет на одну и ту же часть поля зрения каждого глаза) нижняя квадрантанопия и равносторонняя верхняя квадрантанопия — потери зрения в том же нижнем или верхнем квадранте поля зрения в обоих глазах — либо левый нижний/верхний квадрант — левая равносторонняя нижняя/верхняя квадрантанопия — или правый нижний/верхний квадрант — правая равносторонняя нижняя/верхняя квадрантанопия

## Парная биназальная/битемпоральная квадрантанопия
Не существует равносторонней «биназальной анопии». Cуществует парная «биназальная анопия». Биназальная (либо нижняя, либо верхняя) квадрантанопия влияет на внутренние визуальные квадранты ближе к носовой полости в обоих глазах. Битемпоральная (либо нижняя, либо верхняя) квадрантанопия влияет на внешние визуальные квадранты в обоих глазах.

## Характеристики квадрантанопии
Особенная характеристика квадрантанопии является то, что существует отчетливая и резкая граница между сохранёнными и поврежденными полями зрения из-за анатомического разделения квадрантов поля зрения. Например, информация о левой половине поля зрения обрабатывается в правой затылочной доле, а информации о правой половине поля зрения обрабатывается в левой затылочной доле.
В квадрантанопии, которая является частным случаем, также существует четкая и резкая граница между неповрежденной и поврежденной областями в рамках квадранта. Пострадавший в состоянии обнаружить свет внутри поврежденного поля зрения.
Перспективы восстановления зрения в пораженной области невелики. Иногда у пациентов спонтанно восстанавливается зрение в пораженной области в течение первых трех месяцев после черепно-мозговой травмы; однако, потери зрения, оставшиеся после этого периода спонтанного восстановления, традиционно считаются постоянными, хотя некоторые компании утверждают, что могут вызвать восстановление зрения после этого трехмесячного периода.

## Компенсационное поведение
Люди с квадрантанопией часто меняют своё поведение, чтобы компенсировать нарушения. Например, наклон головы, чтобы перевести объекты из пострадавшего поля зрения в активное . Водители с квадрантанопией, которым было разрешено водить после осмотра, должны придерживаться определенного поведения: ехать медленнее, используя больше движений плеча, поворачивать и ехать менее резко, чем обычные люди или люди с квадрантанопией, которые были признаны небезопасными водителями. Сумма компенсационных движений и частота, с которой они действуют, как полагают, зависит от когнитивных требований задачи; когда задача настолько сложна, что пространственной памяти субъекта уже недостаточно, чтобы отслеживать всё, то пациенты вероятнее всего, будут использовать компенсационное поведение, смещая свои взоры к больной стороне. Обучение лиц с квадрантанопией компенсационному поведению потенциально может быть использовано, чтобы помочь пациентам заново научиться ездить безопасно.